# Tri-zenon
Tri-zenon est une série d'animation japonaise de 26 épisodes ayant pour thème les Mecha. Elle fut diffusée au Japon entre le 14 octobre 2000 et le 17 mars 2001. Le titre complet de la série est Muteki-oh Tri-zenon (Le roi invincible Tri-Zenon). La série est réalisée par le staff de Slayers et Lost Universe.

## Synopsis
Trois enfants, Akira Kamui, Ai Kamui et Kana Uryuu, qvont découvrir un robot nommé Tri-zenon et devront combattre la flotte d'envahisseurs Zeno-Palace afin de protéger la planète.

## Staff
- Concept original et scénario : GANSIS
- Character design original : Rui Araizumi (Slayers)
- Producteur : Toshimichi Ōtsuki
- Projet Tri-zenon : Tetsuo Gensho, Yōji Morotomi, Naotsugu Kato, Takeshi Yasuda
- Directeur : Takashi Watanabe (Slayers, Lost Universe, Boogiepop Phantom)
- Arrangeur : Katsumi Hasegawa
- Character design : Naomi Miyata (Slayers, Lost Universe, Fortune Quest, Earthian)
- Mechanical design : Rei Nakahara (Nadesico, Angel Links, Lamune & 40)
- Concept SF : Mitsuyasu Sakai
- Directeur artistique : Hidetoshi Nakahara
- Directeur de la photographie : Jun Taniuchi
- Directeur du son : Sadayoshi Fujino
- Coordination couleurs : Miho Watanabe
- Édition : Jun Takuma
- Musique : Kenji Kawai (Maison Ikkoku, Patlabor, Ranma ½, Vampire Princess Miyu, Ghost in the Shell, Irresponsible Captain Tylor)
- Production du son : Ducks International
- Production de l'animation : EG Film
- Diffuseur : TBS

## Doubleurs
- Akiko Hiramatsu: Hiroko
- Asami Sanada: Ai Kamui
- Chieko Honda: Micchon
- Hekiru Shiina: Doumu Kai
- Hidetoshi Nakamura: Exper Daion
- Jun Fukuyama: Akira Kamui
- Megumi Hayashibara: Kana Uryuu
- Michiko Neya: Sae Uryuu
- Seizo Katou: Game Master
- Shigeru Shibuya: Gon
- Sho Hayami: Caine
- Yumi Takada: Atover
- Yuuichi Nagashima: Kentarou Kamui

Génériques interprétés par Megumi Hayashibara:
- Chanson de début: Unsteady
- Chanson de fin: Lost in You